# Ørum Kirke (Norddjurs Kommune)
 For alternative betydninger, se Ørum Kirke. (Se også artikler, som begynder med Ørum Kirke)
Ørum Kirke ligger i byen Ørum, ca. 12 kilometer vest for Grenaa.
Kirken består af et romansk skib samt gotisk kor, sakristi, tårn og våbenhus. Da det gotiske kor kom til i midten af 1400-tallet fik skibet krydshvælv i lighed med koret. Kort herefter blev sakristiet føjet til mod nord, mens tårnet blev opført ca. 1510-20. I første halvdel af 1500-tallet fik kirken også kalkmalerier, men de er i dag overhvidtet.
Tårnet blev delvist ombygget i 1833, hvilket er markeret med årstallet og Frederik 6.s monogram på sydsiden af tårnet, som er ommuret i små sten. I 1961-62 blev kirken hovedistandsat ved arkitekt A. Graae, i hvilken forbindelse sakristiet fik en direkte indgang udefra mod nord.
Kirkens altertavle er fra 1592 og i midtfeltet ses et maleri af Constantin Hansen med kvinderne ved graven som motiv. Døbefonten er romansk med glat kumme og af den såkaldte Djurslandstype. Dåbsfadet er et sydtysk arbejde fra ca. 1575. Prædikestolen er fra 1602.
På kirkegården ses sydvest for tårnet et gravmonument for birkedommer Laurits Jespersen (1763-1804) og vest for våbenhuset ligger en ældre gravsten, som i dag er svær at tyde. Nordvest for kirken findes præstegården, som er opført i 1952 til erstatning for en netop nedbrændt præstegård af betydelig ældre dato. Syd for præstegården ses en mindesten for Vilhelm Beck (1829-1901), som var præst ved kirken i årene 1866-74. Stenen er den gamle overligger fra kirkens syddør og teksten på stenen lyder:

Over Kirkedør jeg laa

mens ind og ud de Slægte gaa

Nu staar jeg her og minder

om Aandens friske Vaar

som Sjæle fandt og finder

fra Vækkerens første Aar

Vilhelm Beck 1866 – 74

## Eksterne kilder og henvisninger
- Trap Danmark, 5. udgave
- Ørum Kirke hos KortTilKirken.dk

- Wikimedia Commons har flere filer relateret til Ørum Kirke (Norddjurs Kommune)